# Isabelle Le Callennec
Isabelle Le Callennec (nascida em 14 de outubro de 1966) é uma política francesa que representou o 5º círculo eleitoral de Ille-et-Vilaine na Assembleia Nacional de 2012 a 2017.